# Roya Hakakian
Roya Hakakian (en persa: رویا حکاکیان‎; Teherán, 1966) es una poeta, periodista y escritora iraní-estadounidense que vive en los Estados Unidos. Reconocida por su poesía en Farsi, ha sido productora de programas de televisión como 60 Minutes, Hakakian es conocida además por su autobiografía, Journey from the Land of No, publicada en 2004. Sus ensayos sobre la sociedad iraní han aparecido en el New York Times, el Washington Post, el Wall Street Journal y en NPR. Recibió una Beca Guggenheim en 2008,  publicó Assassins of the Turquoise Palace en 2011, un relato de los asesinatos de dirigentes de la oposición iraní llevados a cabo en el restaurante Mykonos de Berlín.
Hakakian es miembro fundadora del Centro de Documentación de Derechos Humanos en Irán, y sirve en el consejo administrativo de Refugees International.  Harry Kreisler, en su  Political Awakenings: Conversations with History, destaca a Hakakian entre "los 20 activistas, académicos y periodistas de nuestra generación".

## Primeros años
Nacida y criada en una familia judía persa en Teherán, Hakakian vivió la Revolución iraní en 1979 y la apoyó activamente junto a otros liberales en contra del régimen represivo del Shah Mohammad Reza Pahleví. Cuando estalló la Guerra Irán-Irak y las leyes represivas se hicieron más comunes, emigró a Estados Unidos en mayo de 1985, pidiendo asilo político. Asentándose en el área de Nueva York,  estudió psicología en la Universidad de Brooklyn y obtuvo una Maestría en Trabajo Social en el Hunter College.

## Obras

### Libros de no-ficción
Las memorias de su adolescencia siendo una judía persa en el Irán revolucionario, Journey from the Land of No: A Girlhood Caught in Revolutionary Iran fue uno de los libros recomendados por Barnes & Noble, Lectura Recomendada del Verano de la revista Ms., Mejor Libro de Publishers Weekly y mejor libro de no-ficción de Elle de 2004. También ganó el premio Latifeh Yarshater Book Award de la Persian Heritage Foundation de 2006, y fue el ganador de 2005 de la mejor autobiografía del Connecticut Center for the Book.Ha sido traducido a varias lenguas y se encuentra disponible en Canadá, Australia, Nueva Zelanda, Bélgica, los Países Bajos, Alemania, y España. Gracias a este libro, Hakakian recibió una beca de la Fundación Guggenheim.
El libro más reciente de Hakakian, Assassins of the Turquoise, publicado el 6 de septiembre de 2011, es un relato de no-ficción de los asesinatos ocurridos en el restaurante Mykonos el 17 de septiembre de 1992 en Berlín. En este ataque, cuatro activistas kurdos e iraníes fueron asesinados siguiendo un patrón de asesinatos efectuados contra dirigentes de oposición de Irán.  El libro de Hakakian explora los asesinatos y sus implicaciones para el país, y el subsecuente juicio, que pasó a ser uno de los más documentados y de alto perfil en Europa, implicando al nivel más alto del gobierno iraní.  El libro fue reseñado como recomendación de los editores del diario New York Times .

### Poesía
Hakakian es la autora de dos colecciones de poesía en persa, la primera de las cuales, For the Sake of Water, fue nominado como libro de poesía del año por Iran News en 1993. Hakakian está considerada una de las nuevas voces líderes en poesía persa en la Oxford Encyclopedia of the Modern Islamic World. Su poesía ha aparecido en antologías numerosas alrededor del mundo, incluyendo La Regle Du Jeu, Strange Times My Dear: The Pen Anthology of Contemporary Iranian Literature, y W.W. Norton’s Contemporary Voices of the Eastern World: An Anthology of Poems. Hakakian contribuye al Persian Literary Review y sirvió como la editora de Par Magazine durante seis años.

### Película y televisión
Hakakian ha colaborado en docenas de horas de programación periodística en la televisión estadounidense, incluyendo 60 Minutes, Travels With Harry, and ABC Documentary Specials with Peter Jennings, Discovery y The Learning Channel. Encargado por la UNICEF, produjo el documental Armed and Innocent, que aborda la implicación de niños menores de edad en guerras alrededor del mundo, el cual fue un candidato para mejor cortometraje documental en varios festivales alrededor del mundo.

### Ensayos
Sus columnas de opinión, ensayos, y reseñas de libros han aparecido en publicaciones de lengua inglesa como el New York Times, el Washington Post, el Huffington Post y el Wall Street Journal, entre ellos. Es también una colaboradora de la Edición de Fin de semana de NPR del programa All Things Considered. Sus artículos también han obtenido recientemente atención internacional, habiendo sido traducidos al alemán Die Zeit.

## Víctima de piratería en línea
En febrero de 2015, las cuentas de Gmail y Facebook de Hakakian fueron víctimas de un ciberataque, así como su teléfono móvil. Se cree que el gobierno de Irán está detrás del ataque.

## Entrevistas y discursos
- Entrevista con Charlie Rose el 12 de octubre de 2011
- Yale University’s Saybrook College Master's Tea on October 22, 2009
- Salisbury College's Fall Convocation Address and Book Signing on August 28, 2009
- A Jewish Teen in Post-Revolutionary Iran on NPR's Fresh Air on July 9, 2009
- CBS with Bob Schieffer on Washington Unplugged on July 6, 2009
- An Iranian-American Perspective on NPR's Fresh Air on July 2, 2009
- ABC Nightline interview with Terry Moran on July 1, 2009
- WNYC Leonard Lopate Show on July 1, 2009
- The Iranian Regime is Coming Undone en wowOwow con Lesley Stahl el 26 de junio de 2009
- Young, Jewish and Iranian: Witness to a Revolution en la Universidad de Tennessee el 15 de abril de 2009
- Conversations with History on University of California, Berkeley’s Global News and Opinion May 4, 2009
- Aftermath: Journalism, Storytelling and the Impact of Violence and Tragedy with Harvard University's Nieman Foundation on February 27 and 29, 2009